# Влатко Лозаноски
Влатко Лозаноски – Лозано (на македонска литературна норма: Влатко Лозаноски – Лозано) е певец от Северна Македония. Заедно с певицата Есма Реджепова представят страната в Конкурса за песен на „Евровизия 2013“ в Швеция.

## Кариера
Първата му изява пред публика е в шоуто за таланти „Мак Sвезди“ (2007 – 2008). Месец след това печели радиофестивала „Ѕвездена ноќ“ с песента „Врати ме“ – първият му официален сингъл. Вторият се нарича „Обичен без тебе“. На най-престижния музикален фест в страната – „МакФест“ Лозано реализира третата си песен „Времето да застане“ и печели награда за дебют. Два дни по-късно печели втора награда на финалната вечер на същия този фестивал. Следващият му сингъл е „Сонце ме не грее“. През февруари 2009 година взима участие в националната селекция за избор на песен за Песенния конкурс на Евровизия на БЮР Македония, където се класира на четвърто място. Участва и в редица други фестивали – „Пjесма Медитерана“, „Славянски Базар“, „Golden Wings“, като последват много награди. Издава албума „Лозано“ през 2010 година. Отново участва на селекция за „Евровизия“ през 2010 година – и отново завършва на четвърто място. Вторият му албум излиза през 2012 г., озаглавен е Preku sedum morinja (През седем морета). Следват няколко супер успешни сингъла, като последният е от 2017 Ova leto ke se pamti (Това лято ще се помни)